# Formazioni Steppiche della Cote de Gargantua
Formazioni Steppiche della Cote de Gargantua este o arie protejată (arie specială de conservare — SAC, sit de importanță comunitară — SCI) din Italia întinsă pe o suprafață de 19 ha, integral pe uscat.

## Localizare
Centrul sitului Formazioni Steppiche della Cote de Gargantua este situat la coordonatele 45°43′04″N 7°17′39″E / 45.717778°N 7.294167°E.

## Înființare
Situl Formazioni Steppiche della Cote de Gargantua a fost declarat sit de importanță comunitară în septembrie 1995 pentru a proteja 1 specie de animale. Situl a fost protejat și ca arie specială de conservare în februarie 2013.

## Biodiversitate
Situată în ecoregiunea alpină, aria protejată conține 4 habitate naturale: Pajiști carstice calcaroase sau bazofile, de Alysso-Sedion albi, Pajiști stepice subpanonice, Pajiști uscate seminaturale și facies de acoperire cu tufișuri pe substraturi calcaroase (Festuco-Brometalia) (* situri importante pentru orhidee), Fânețe de joasă altitudine (Alopecurus pratensis, Sanguisorba officinalis).
La baza desemnării sitului se află o specie protejată de  păsări: sfrâncioc roșiatic (Lanius collurio)
Pe lângă speciile protejate, pe teritoriul sitului au mai fost identificate 10 specii de plante, 1 specie de mamifere, 2 specii de reptile.